# Jade Cargo International
Jade Cargo International war eine chinesische Frachtfluggesellschaft mit Sitz in Shenzhen.

## Geschichte
Am 21. Oktober 2004 wurde der Gesellschaftervertrag unterzeichnet, der die Gründung einer chinesischen Frachtfluggesellschaft durch Shenzhen Airlines (51 %), Lufthansa Cargo (25 %) und der Deutschen Entwicklungsgesellschaft (24 %) vorsah. Der Flugbetrieb wurde am 5. August 2006 aufgenommen. Das Joint Venture ist die erste Frachtfluggesellschaft mit ausländischer Beteiligung in China.
Ende 2011 setzte Jade Cargo den Flugbetrieb aufgrund mangelnder Nachfrage bis auf Weiteres aus. Im Frühjahr 2012 kündigte Lufthansa an, ihren Anteil an Jade Cargo International abzugeben und noch 2012 aus dem Joint Venture aussteigen zu wollen. Auch ein zunächst für die Restrukturierung gefundener Partner zog sich aufgrund der hohen erwarteten Kosten zurück. Die Gesellschaft wurde in der Folge abgewickelt.

## Ziele
Als Flugziele bediente Jade Cargo International seit dem 5. August 2006 Amsterdam-Schiphol sowie Seoul mit jeweils drei wöchentlichen Flügen. Weitere Ziele waren unter anderem Chengdu, Shanghai, Tianjin, Osaka, Brescia, Barcelona, Luxemburg, Frankfurt am Main, Lahore, Karatschi, Stockholm. Die Verbindung nach Wien bestand bereits seit Juni 2011 nicht mehr.

## Flotte
Mit Stand Mai 2012 bestand die Flotte der Jade Cargo International aus sechs Frachtflugzeugen:
- 6 Boeing 747-400ERF (zuletzt abgestellt)